# Bueng Ceukok
Bueng Ceukok is een bestuurslaag in het regentschap Aceh Besar van de provincie Atjeh, Indonesië. Bueng Ceukok telt 239 inwoners (volkstelling 2010).